# Nécrophilie
 (janvier 2024).
Si vous disposez d'ouvrages ou d'articles de référence ou si vous connaissez des sites web de qualité traitant du thème abordé ici, merci de compléter l'article en donnant les références utiles à sa vérifiabilité et en les liant à la section « Notes et références ».
 Mise en garde médicale
La nécrophilie (également nommée nécrolagnie) est une attirance sexuelle pour les cadavres. Elle est classifiée en tant que paraphilie dans le Manuel diagnostique et statistique des troubles mentaux (DSM-IV). Le terme a été forgé à partir des mots grecs νεκρός / nekrós, « mort » et φιλία / philía « amitié, amour ». Ce mot semblerait être illustré pour la première fois dans l'ouvrage de Krafft-Ebing (1886) intitulée Psychopathia Sexualis.

## Histoire
Les cas de nécrophilie restent flous à travers l'histoire, bien que certains écrits aient affirmé l'existence de cette pratique depuis l'époque de l'Égypte antique.
Hérodote écrit dans ses Histoires que, pour décourager toute pratique sur un cadavre, les Égyptiens, à l'époque des pharaons, embaumaient les belles femmes trois à quatre jours après leur mort,.

## Société

### Perception morale

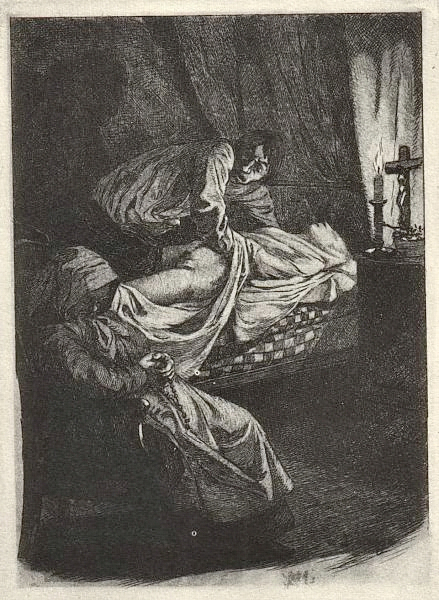
Illustration par Martin van Maele, av. 1925.

Un acte sexuel avec un cadavre est généralement considéré comme socialement inacceptable. Le fait que la victime n'aurait pas consenti à l'acte de son vivant l'apparente au viol d'un individu décédé. Presque toutes les sociétés humaines condamnent l'abus des morts comme une forme d'irrespect symbolique.
La nécrophilie est, notamment, la motivation de quelques tueurs en série comme Ed Gein ou Jeffrey Dahmer qui ont mangé leurs victimes après les avoir tuées (voir anthropophagie). Certains meurtriers ont déclaré avoir ressenti une excitation sexuelle pendant qu'ils tuaient, comme Karla Faye Tucker, qui a prétendu avoir eu un orgasme en tuant Jerry Lynn Dean à la hache.
Dans de très rares cas, cependant, les actes de nécrophilie peuvent être consentis : par exemple, dans le cas d'Armin Meiwes en 2001, la victime, Bernd Jürgen Armando Brandes, avait donné son consentement à la mutilation et à la mort qui lui furent infligées. Un film, basé sur cette histoire, intitulé Butterfly: A Grimm love Story, a été diffusé en Allemagne le 9 mars 2006.
Anatoly Moskvine, chercheur et scientifique russe spécialiste des cimetières (taphophile), auteur de nombreux ouvrages, est interpellé en 2011. La police russe retrouve à son domicile de Nijni-Novgorod, les restes de 29 filles décédées entre les âges de quatorze à vingt-cinq ans. Pour son cas, il n'y a pas eu de meurtre : les corps, décédés depuis de nombreuses années (souvent plusieurs décennies) étaient exhumés puis reconstitués avec des vêtements volés dans les cimetières ; leurs têtes étaient recouvertes de masques de cires ou de têtes de jouets en peluche.

### Statut juridique
Les relations sexuelles avec une personne décédée sont interdites dans la plupart des pays[réf. souhaitée].
En France, l'article L225-17 du Code pénal punit de deux ans d'emprisonnement et de 30 000 euros d'amende toute atteinte à l'intégrité du cadavre, par quelque moyen que ce soit.
Le Royaume-Uni a rendu la pénétration sexuelle d'un cadavre illégale par la loi dite Sexual Offenses Act 2003 et passible de deux ans de prison.
Aux États-Unis, la plupart des États proscrivent cette pratique. Jusqu'en 2004, la Californie possédait des lois contre la mutilation de cadavres et la profanation de tombes, mais rien de spécifique concernant l'acte sexuel avec un cadavre. Le 10 septembre 2004, le gouverneur Arnold Schwarzenegger signa un projet de loi rendant criminel de tels actes, avec une peine maximale de huit ans de prison.[réf. souhaitée]

## Chez les animaux
La nécrophilie est également connue chez les animaux avec un nombre d'observations confirmées. Kees Moeliker, scientifique et biologiste hollandais, en a constaté l'existence lorsqu'il était assis à son bureau au Natuurmuseum Rotterdam (muséum d'histoire naturelle de Rotterdam), lorsqu'il a entendu le bruit sourd d'un oiseau qui s'était cogné contre la vitre. Après inspection, il découvre un canard colvert mort proche du bâtiment. À côté du canard décédé, un autre tournait autour. Tandis que Moeliker observe les deux oiseaux, le second canard pique le cadavre du premier canard avec son bec pendant quelques minutes et décide par la suite de copuler avec. L'acte de nécrophilie a duré pas moins de 75 minutes durant lesquelles, selon Moeliker, le second canard avait fait deux pauses de courte durée avant de conclure. Moeliker ajoute, qu'avant la collision avec la fenêtre, les deux canards étaient engagés dans un comportement de séduction,. C'est le tout premier cas observé de nécrophilie chez les canards colverts.
Des comportements de nécrophilie ont été constatés chez nombre d'espèces animales, comme les hirondelles, certains types de lézards, des grenouilles, des pingouins et des otaries. Selon les scientifiques, les animaux ne savent peut-être pas qu'ils copulent avec un cadavre, étant éventuellement trompés par la posture involontairement érotique du décédé, la chaleur du corps, des phéromones encore présentes.

## Média

### Littérature
Les relations entre l'amour et la mort sont fréquemment utilisées comme expressions artistiques, notamment chez les romantiques. La tragédie Roméo et Juliette de Shakespeare se termine avec les deux jeunes amants unis dans la mort. Edgar Allan Poe a décrit la mort d'une jolie jeune femme comme l'une des plus belles images qui soit (il n'approuvait pas la mort de cette jeune femme, mais pour lui, la mélancolie et la souffrance étaient des sources de beauté). Baudelaire, dans son poème Une charogne, évoque sa maîtresse Jeanne Duval et la relation entre l'amour et la mort dans un poème pourtant macabre. Dans le Frankenstein ou le Prométhée moderne de Mary Shelley, la créature est confectionnée à partir de morceaux de cadavres.
Georges Bataille, écrivain dont l'œuvre s'attachait essentiellement à explorer l'érotisme et la transgression sous toutes ses formes, relate dans un récit autobiographique, Le Bleu du ciel, les frustrations d'un jeune homme que seules sont capables d'exciter les femmes mortes, et les mises en scène macabres de sa compagne — qui resteront infructueuses — désespérant d'exciter son amant malade. Le héros de ce roman à la première personne est totalement impuissant devant une femme vivante, seul un corps mort l'excite.
Une référence plus récente en matière littéraire sur le sujet est le roman Le Nécrophile, de Gabrielle Wittkop, paru en 1972, où l'auteur décrit de façon minutieuse et réaliste l'univers du nécrophile, ses sentiments, et relate de nombreux détails sur ses méthodes, ses habitudes, ses sensations.
Le Corps Exquis de Poppy Z. Brite décrit la relation amoureuse de deux tueurs en série. Le roman aborde largement les thèmes de la nécrophilie et du cannibalisme.
Le héros du roman Un enfant de Dieu de Cormac McCarthy a des relations sexuelles avec les cadavres de ses victimes qu'il conserve à cette fin.
Il est question d'un nécrophile du XIXe siècle dans Les Cahiers du sergent Bertrand (2015) de Céline Maltère : le sergent Bertrand déterrait des cadavres de femmes dans les cimetières parisiens pour satisfaire ses pulsions sexuelles. Dans Nécromantique, un jeune fossoyeur s'éprend d'une morte. Il en est de même dans la nouvelle Pharsa du même recueil.
On peut enfin signaler que l'accusation de nécrophilie a parfois été prononcée à des fins calomnieuses contre des individus, dans le cadre de la littérature de polémique. Au XVIe siècle, par exemple, le célèbre réformateur Martin Luther a prétendu, dans ses pamphlets antisémites, qu'Anne et Caïphe, les juges de Jésus de Nazareth, se seraient adonnés à la nécrophilie et à l'ondinisme.

### Musique
De nombreux artistes se sont penchés sur la connexion romantique entre la mort et l'amour. 
Dans l'art lyrique, le compositeur Richard Strauss pousse à son paroxysme l'acte nécrophile sublimé de Salomé dans son opéra du même nom.
Dans les années 1970, le chanteur de heavy metal Alice Cooper a enregistré quelques chansons à propos de la nécrophilie (I Love the Dead, Cold Ethyl). En 1978, le groupe de rock progressif français Ange (Réveille-toi) fait de même, ainsi que le chanteur Jean Guidoni en 1980 (Chanson pour le Cadavre Exquis : « je ne viole personne, je ne pollue qu'une ombre »), et le groupe Odeur, dans la chanson Astrid, sur l'album No sex (1980). En 1985, le groupe de thrash metal californien Slayer publie Necrophiliac sur l'album Hell Awaits. En 1993, le vidéo-clip de la chanson Last Dance with Mary-Jane de Tom Petty montrait le chanteur simulant diverses poses romantiques avec une femme morte (jouée par Kim Basinger).
Dans la chanson Where the wild roses grow, Nick Cave et Kylie Minogue chantent en duo l'histoire du meurtre d'une jeune femme motivé par le fait que « toute beauté doit mourir ».
En règle générale, ce thème est régulièrement abordé par les groupes de musique gothique, de death metal, de grindcore et autres sous-genres[réf. nécessaire]. Par exemple, le chanteur du groupe Murderdolls, Wednesday 13, a, dans son premier album solo, écrit et interprété une chanson appelée I Want You... Dead. Ce titre est à prendre dans le sens nécrophile[réf. nécessaire].
Le morceau Night shift de Siouxsie and the Banshees raconte l'histoire d'un nécrophile dont la passion est de rechercher des femmes mortes dans des cimetières pour les violer, comme le sergent Bertrand. On peut également noter la chanson au titre très équivoque du groupe Éros Nécropsique, Le nécrophile, dans laquelle est racontée la relation sexuelle d'un vivant avec une femme morte.
Le groupe Tom Petty And The Heartbreakers aborde ce thème dans la chanson Mary Jane's Last Dance qui est d'ailleurs visibles dans le clip. Le groupe de métal parodique français Ultra Vomit aborde le thème dans son morceau Je ne t'ai jamais autant aimé.
Le groupe de métal allemand Rammstein parle du crime de Armin Meiwes dans sa chanson Mein Teil (mon membre) extrait de l'album Reise, Reise (2005). Rammstein aborde également le thème de la nécrophile dans la chanson Heirate mich extrait de l'album Herzeleid (1994) : « Avec mes mains je creuse profondément / Pour trouver ce qui me manquait tant / Comme la lune dans sa plus belle robe / J'ai embrassé ta bouche froide / Je te prends tendrement dans mes bras/ Mais ta peau se déchire comme du papier / Et des morceaux tombent de toi / Une seconde fois, tu m'échappes ».
Le groupe Odeur chante Astrid, sur le thème de la nécrophilie.
Le groupe Avenged Sevenfold présente dans le clip de A Little Piece of Heaven une scène nécrophile.
Le groupe de brutal death metal Cannibal Corpse parle souvent dans ses chansons de meurtres brutaux ainsi que d'actes nécrophiles et nécrosadiques violents, par exemple dans I Cum Blood et Necropedophile.
Le rappeur français Orelsan fait aussi allusion à la nécrophilie dans sa chanson Jimmy Punchline.
Le groupe de metal Slipknot a composé une chanson intitulée Iowa qui relate une relation sexuelle avec un cadavre.
Le groupe Orties fait référence à la nécrophilie dans leur chanson Plus putes que toutes les putes (« J'pratique le sexe après la mort »), extrait de l'album SEXTAPE.

### Théâtre
Dans la pièce de théâtre Francis Flebi chez Satanas (1996), une fellation est pratiquée au cadavre de François Mitterrand, ce qui suscita une importante polémique après la récente mort de ce dernier.

### Cinéma
Le très controversé film gore allemand Nekromantik aborde le sujet de la nécrophilie.
Le film canadien Kissed raconte l'histoire d'une femme qui travaille dans une morgue et qui se découvre une attirance érotique pour les corps dont elle s'occupe.
En France, le film de Patrick Bouchitey Lune froide, sélectionné au festival de Cannes en 1991, raconte les errances et les amours nécrophiles de deux marginaux.
En 1994 est produit par Nacho Cerdà un court métrage d'horreur intitulé Aftermath. Dans une scène, un médecin viole le cadavre d'une jeune fille tout en l'éviscérant.
Dans J'aimerais pas crever un dimanche sorti en 1998, le personnage interprété par Jean-Marc Barr ramène à la vie par accident le cadavre d'une femme en lui faisant l'amour.
Dans le film d'Ole Bordejnal Le veilleur de nuit, le gardien d'une morgue est accusé de nécrophilie.
Dans Jeanne d'Arc (1999), le scénariste a voulu mettre plus de tragique avec le viol de Catherine[Qui ?], sans preuve historique, puisque la famille d'Arc s'est réfugiée à Neufchâteau durant le pillage de Domrémy.
L'héroïne des Noces funèbres de Tim Burton est morte tout au long du film.
Dans le thriller Pathology, réalisé en 2007 par Marc Schoelermann, un groupe d'étudiants en médecine légale oublient tout respect et limites face aux cadavres, et pratiquent la nécrophilie.
Le japonais Takashi Miike aborda le sujet dans Visitor Q, sorti en 2001.
On peut aussi citer le réalisateur espagnol Pedro Almodóvar, qui traite de ce sujet dans Parle avec elle (Hable con ella) où un homme tombe amoureux d'une femme dans le coma. Un cas similaire se trouve dans Kill Bill, où un infirmier fait le commerce du corps de l'héroïne (Uma Thurman) alors que celle-ci se trouve dans le coma.
Dans le film d'horreur américain Deadgirl (2009), où deux lycéens découvrent le corps d'une jeune femme nue enchaînée à une table, à moitié vivante, moitié morte. L'un d'eux décide alors de la violer.
Dans le film d'horreur français Making oFF (2012) le protagoniste tue puis viole sa femme et ses amis pour son film.
Dans la série Sons of Anarchy, le personnage interprété par Kim Coates, Alexander « Tig » Trager, avoue dans l'un des épisodes de la première saison être attiré par les femmes mortes et insinue l'avoir déjà fait.
L'histoire du thriller brésilien Macabro sorti en 2019 et réalisé par Marcos Prado est basée sur l'histoire réelle de frères nécrophiles (Irmãos Necrófilos (pt)), qui se sont fait connaître dans les années 1990 par leurs crimes brutaux.
Une autre évocation de la connexion émotionnelle entre l'amour et la mort existe lorsque l'amour survit après le décès d'une personne. Certaines histoires de fantômes utilisent ce thème de l'amour éternel et décrivent la manifestation de l'amour de personnes décédées pour un individu vivant, la plupart du temps sous forme de fantômes ou de poltergeists (ex : le célèbre film Ghost en 1990).